# Wroxham
Wroxham – miasto w Anglii, w hrabstwie Norfolk, w dystrykcie Broadland. Leży 12 km na północny wschód od Norwich i 170 km na północny wschód od Londynu. Miasto liczy 1532 mieszkańców.
Położone jest na skraju obszaru chronionej przyrody The Broads.